# Dulce Provensálská
Dulce Provensálská (1090? – 1127/30?) byla provensálská a barcelonská hraběnka, dcera Gilberta z Gévaudanu a Gerbergy Provensálské.
Dulce Provensálská se po otcově smrti roku 1112 provdala za barcelonského hraběte Ramona Berenguera III. Z tohoto svazku vzešlo několik dětí včetně budoucích barcelonských a provensálských hrabat. Dcera Berenguela se stala manželkou kastilského krále Alfonse VII.